# Gjirokastër
Gjirokastër (em albanês: Gjirokastër ou Gjirokastra, em grego: Αργυρόκαστρο ou Γυρόκαστρο, Argyrókastro ou Gyrókastro, italiano: Argirocastro) é uma cidade e uma município (em albanês:  bashkia) do sul da Albânia, capital do distrito de Gjirokastër e da prefeitura de Gjirokastër. Possui uma população de cerca de 30 mil habitantes, incluindo uma importante comunidade grega. A sua parte antiga está inscrita no Patrimônio Histórico da Humanidade como um "raro exemplo de cidade otomana bem preservada".
A cidade é um centro comercial e industrial, notadamente de alimentos, couro e têxteis.
Entre seus moradores famosos estão o chefe do governo socialista albanês Enver Hoxha e o escritor Ismail Kadaré.

## Cultura e lugares de interesse
Muitas casas em Gjirokastër tem um característico estilo local que fez com que a cidade ganhasse o apelido de "Cidade das Pedras", porque a maior parte dos telhados das casas da cidade antiga sao feitos de pedra. Devido à importância de Gjirokastër para o regime comunista, o centro da cidade foi poupado de pelo menos algum do remodelação que atingiu outras cidades na Albânia, mas a sua designação de cidade-museu, infelizmente não significa a preservação da cidade. Consequentemente, muitos dos seus edifícios históricos foram dilapidados, um problema que está a ser resolvido lentamente.
Da Cidadela, no cimo de uma colina, pode-se ver a estrategicamente importante rota ao longo do vale do rio. Está aberta aos turistas e contém um museu militar com artilharia capturada e lembranças da resistência comunista à ocupação alemã, 
assim como um avião das Força Aérea dos Estados Unidos para comemorar a luta comunista contra as forças imperialistas. A Cidadela data do século XVIII e a sua construção foi ordenada por Gjin Bue Shpata, um líder tribal local. Adições à Cidadela foram construidas nos séculos XIX e XX por Ali Paşa Tepelene e pelo governo de Ahmet Bey Zogu. Actualmente tem 5 torres e uma torre do relógio, uma igreja, fontes, estábulos, etc. A parte norte do castelo foi transformada numa prisão pelo governo de Ahmet Bey Zogu e aprisionou prisioneiros políticos durante o regime comunista.
Gjirokastër tem também um antigo bazar, originalmente construído no século XVII, mas que teve que ser reconstruido no século XIX, depois de se incendiar. Há mais de 200 casas classificados como monumentos culturais e é também o local onde se realiza o Festival Nacional do Povo Albanês, lançado a cada quatro anos (o mais recente foi em 2005).

## Economia
Gjirokastër é principalmente um centro comercial, com algumas indústrias, mais relacionado com os alimentícios, os têxteis e o couro. 

## Educação
A primeira escola albanesa em Gjirokastër foi a Escola Drita, que foi aberta em 1908. A Universidade de Eqerem Çabej fica nesta cidade.